# Lipizza
Lipizza  (in sloveno Lipica) è un paese sloveno nel gruppo montuoso del Carso, compreso nel comune di Sesana, situato a pochi chilometri dal confine con l'Italia, nei pressi di Basovizza, frazione di Trieste.
Il luogo è noto per essere sede dell'allevamento equino che nel periodo asburgico ha dato origine ai cavalli lipizzani. L'allevamento, che è attivo ancor oggi, ha avuto inizio nel 1580, quando l'arciduca Carlo I acquistò un grande latifondo dal vescovo di Trieste, proprio per iniziare l'allevamento.
Lipizza oggi è una località turistica. Oltre alle attività legate all'allevamento ed alle scuderie (maneggio, corsi di equitazione e di dressage, escursioni a cavallo, esibizioni di dressage, visita alle scuderie, giri in carrozza), conta infatti hotel, ristorante, casinò, piscina (attualmente dismessa), campi da golf e da tennis, parco giochi per bambini, minigolf, una galleria d'arte ed altre attrezzature turistiche. Nelle vicinanze di Lipizza è visitabile anche la Grotta di Corgnale.

## Origine del nome
Il nome italiano Lipizza deriva dal nome comune sloveno lipa che significa albero di tiglio, più il suffisso diminutivo -ica.  La vegetazione del luogo è formata infatti da tigli e querce.

## Storia
Lipizza (o Lippiza, Lipica in sloveno) nel XIX secolo era un gruppo di case appartenente al comune catastale di Basovizza (Bazovica), all'interno della città immediata imperiale di Trieste, a sua volta inclusa dapprima nel Regno d'Illiria e poi dal 1849 nel Litorale austriaco.
Nel 1920, in seguito alla prima guerra mondiale e al Trattato di Rapallo, la località passò definitivamente al Regno d'Italia, rimanendo inquadrata nel comune di Trieste. Nel 1922 venne naturalmente inglobata anche nella rispettiva provincia.
Nel 1947, in seguito alla seconda guerra mondiale e ai Trattati di Parigi, la località passò alla Jugoslavia. Dal 1991 fa parte della Slovenia.

## Monumenti e luoghi di interesse

### La valle della Madonna di Lourdes
La cappella della Madonna di Lourdes, scolpita nella roccia, fu costruita da Karel Grühne, direttore della scuderia di Lipizza di allora. Gravemente ammalato di tubercolosi si recò molte volte nella dolina carsica a Carcase e promise che nel caso del recupero della sua salute avrebbe costruito un altare dedicato alla Madonna. Recuperò la sua salute e la cappella promessa fu consacrata nel 1889. Fino alla seconda guerra mondiale la gente andava in massa in pellegrinaggio nella dolina carsica in attesa di una guarigione miracolosa.

## Società
Secondo il censimento del 1921, a Lipizza vivevano 21 italiani e 34 sloveni.
| Totale abitanti | %italiani | %sloveni |
| --------------- | --------- | -------- |
| 55              | 38,18%    | 61,82%   |

## Lipica Open
La Lipica Open è una competizione internazionale di orientamento che si tiene ogni anno all'inizio (al secondo fine settimana) di marzo. È la più grande competizione di orientamento in Slovenia (per numero di partecipanti). La prima edizione si tenne nel 1992.

## Galleria d'immagini

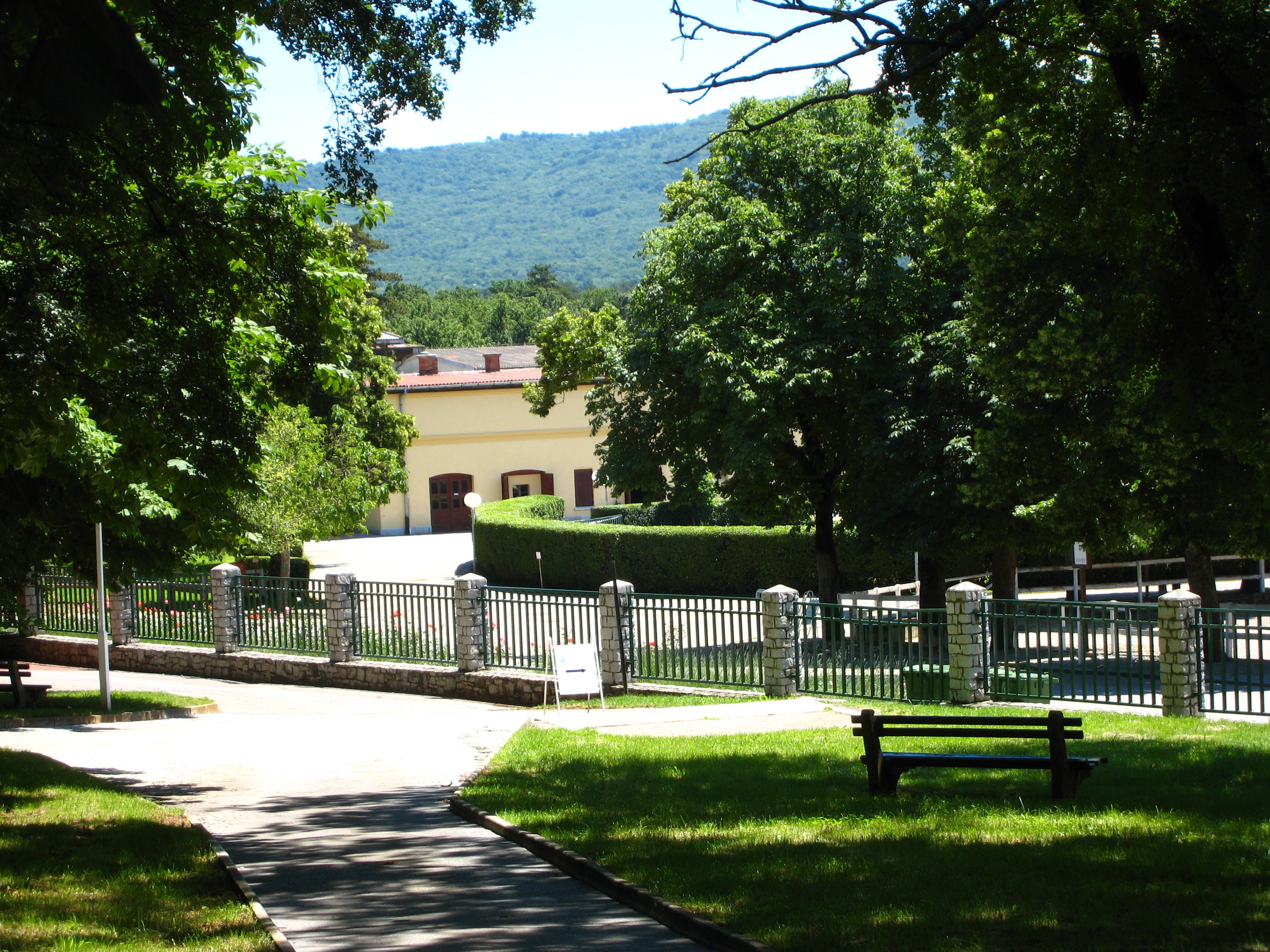
Le scuderie
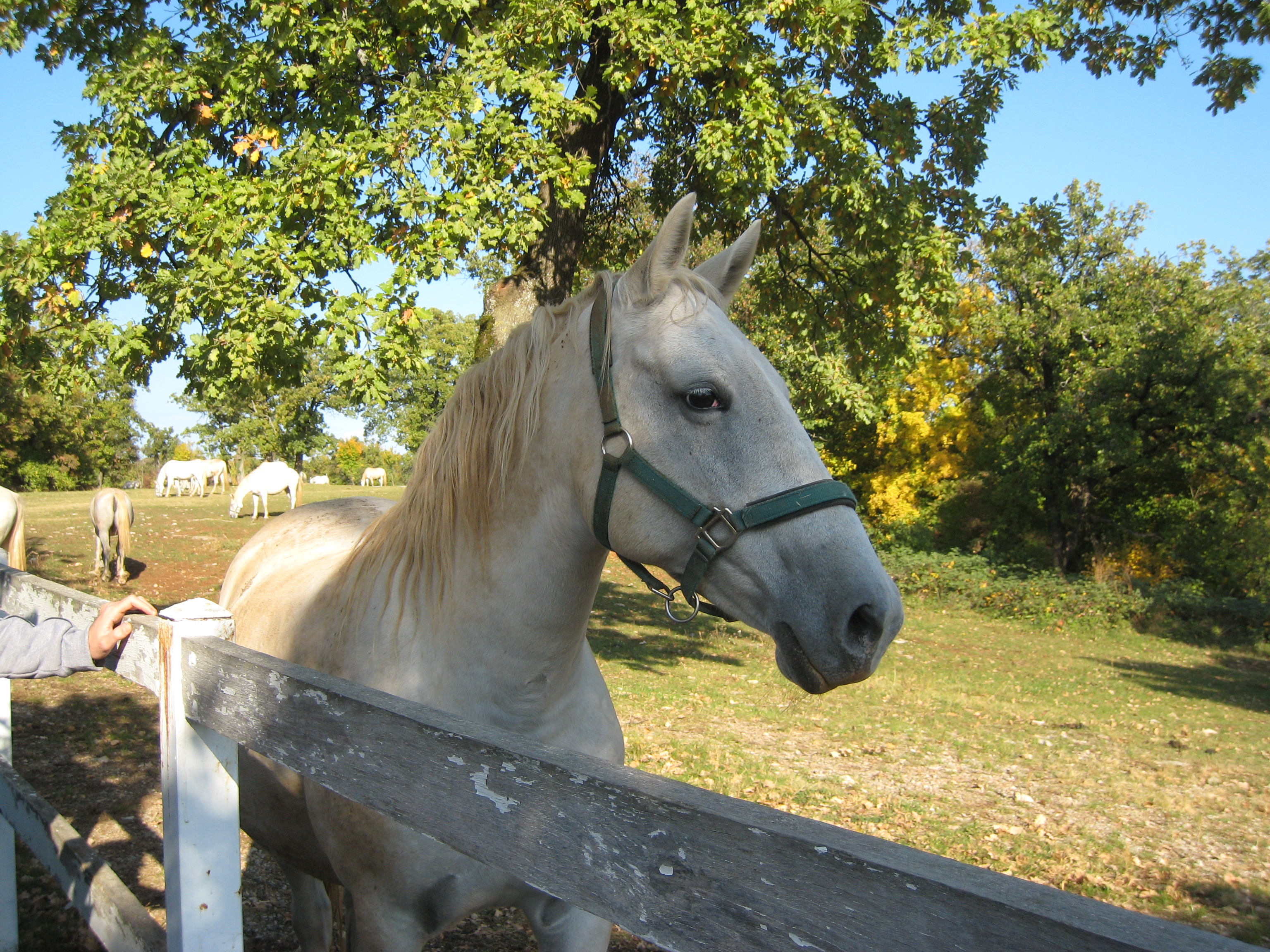
Un giovane cavallo lipizzano
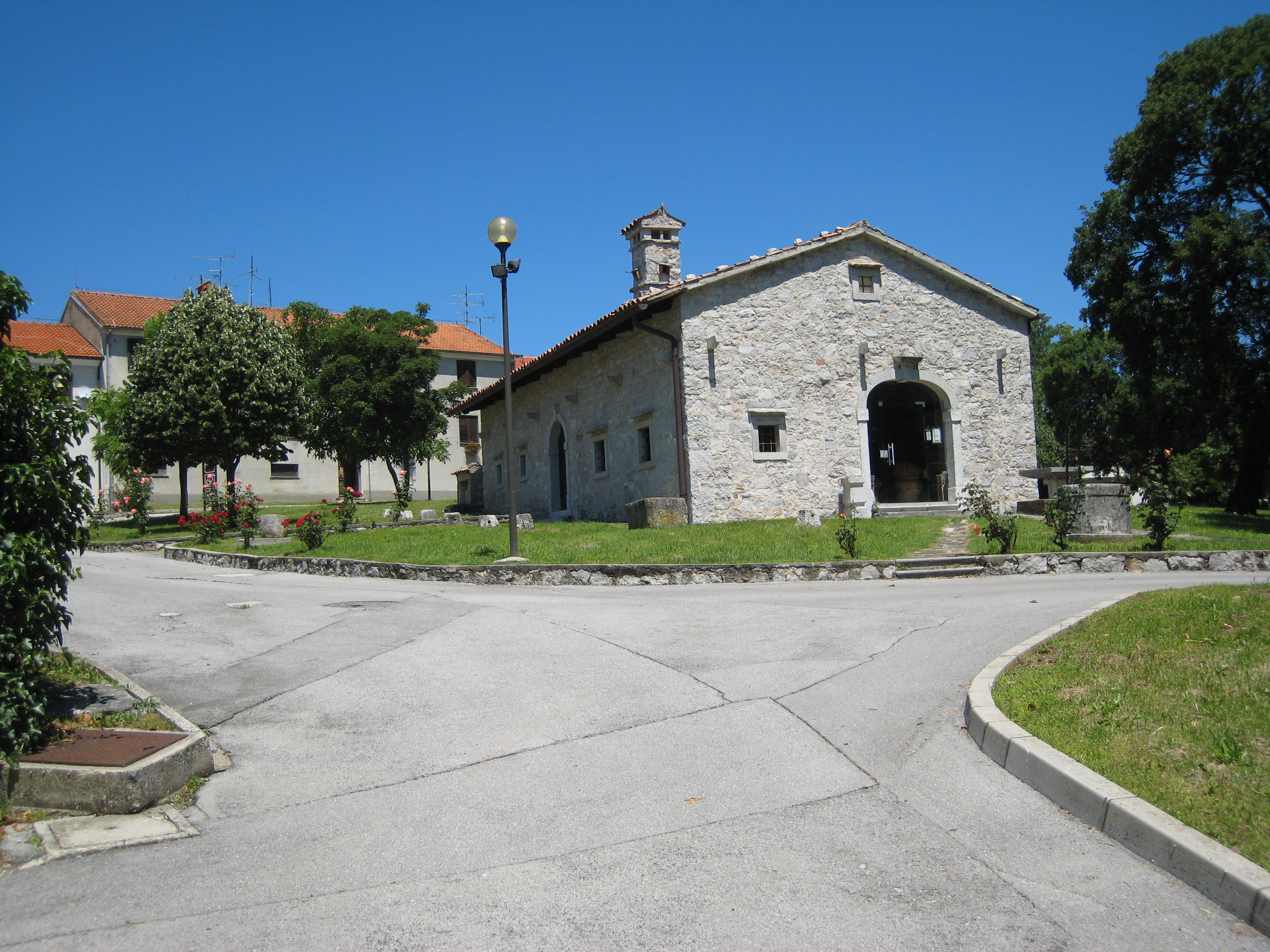
L’abitato
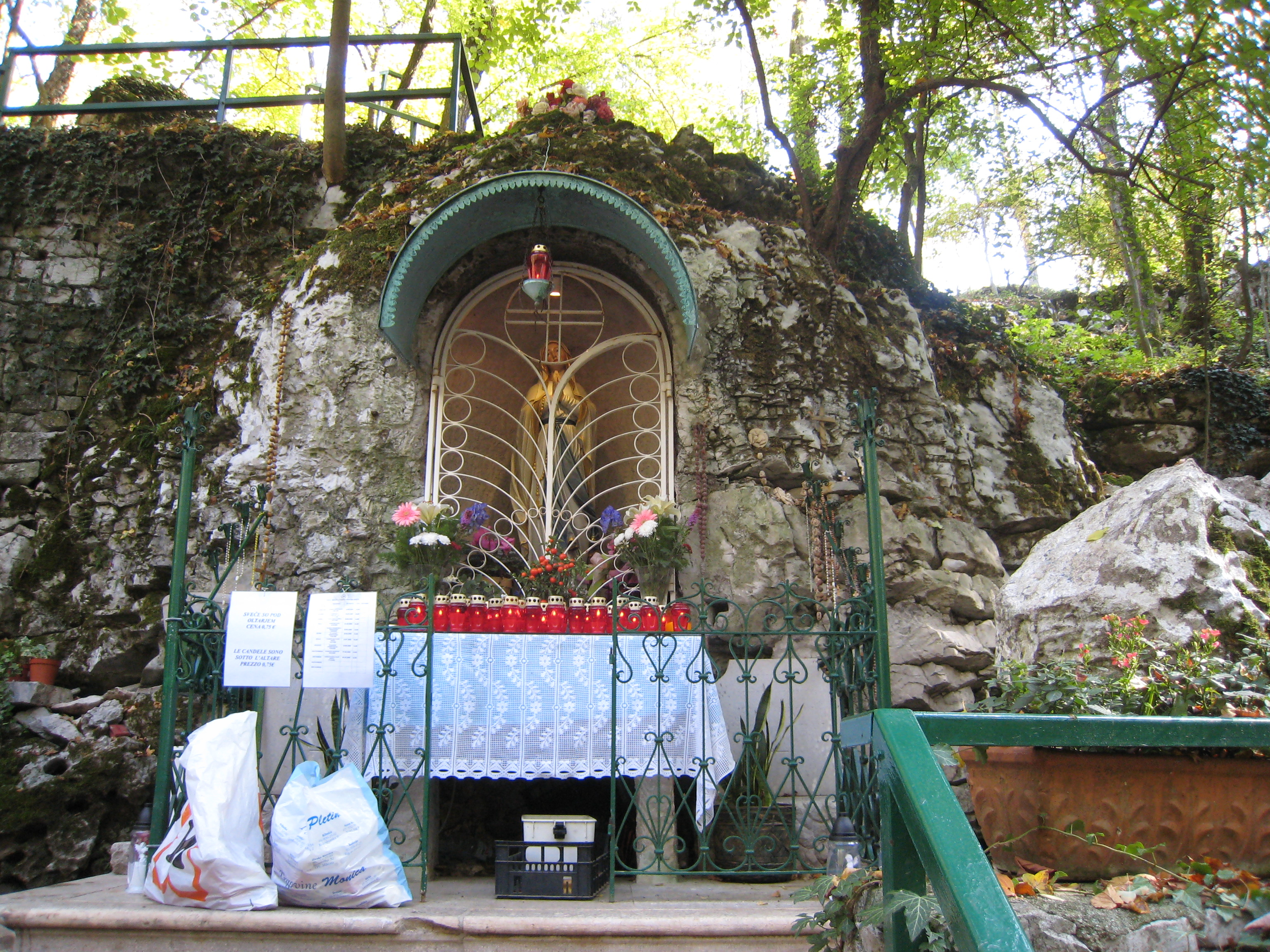
La madonnina di Lourdes nella dolina